# Zoran Racić
Zoran Racić (cirílico sérvio: Зоран Рацић) é um futebolista sérvio aposentado que jogou no F. K. Partizan.
Ele é mais conhecido por ter quebrado a perna pelo jogador do Sloboda Tuzla, Jusuf Hatunić. Racić nunca mais jogou uma partida, enquanto Hatunić foi posteriormente contratado pelo Partizan.